# Lecidea nivaria
Lecidea nivaria är en lavart som först beskrevs av Arnold, och fick sitt nu gällande namn av Dalla Torre och Ludwig von Sarnthein. Lecidea nivaria ingår i släktet Carbonea, och familjen Lecanoraceae. Arten är reproducerande i Sverige.